# Thripomorpha paludicola
Thripomorpha paludicola är en tvåvingeart som beskrevs av Günther Enderlein 1905. Thripomorpha paludicola ingår i släktet Thripomorpha och familjen dyngmyggor.
Artens utbredningsområde är Tyskland. Inga underarter finns listade i Catalogue of Life.